# Ilirjan Suli
Ilirjan Suli (11 de octubre de 1975) es un deportista albanés que compitió en halterofilia.
Ganó una medalla de bronce en el Campeonato Europeo de Halterofilia de 2000, en la categoría de 77 kg. Participó en dos Juegos Olímpicos de Verano, en los años 1996 y 2000, ocupando el quinto lugar en Sídney 2000, en la misma categoría.

## Palmarés internacional
| Campeonato Europeo | Campeonato Europeo | Campeonato Europeo | Campeonato Europeo |
| Año                | Lugar              | Medalla            | Categoría          |
| ------------------ | ------------------ | ------------------ | ------------------ |
| 2000               | Sofía (Bulgaria)   | Medalla de bronce  | 77 kg              |